# William Douglas, 4:e hertig av Queensberry
William Douglas, 4:e hertig av Queensberry, 3:e earl av March, född den 16 december 1724, död den 23 december 1810, var en skotsk adelsman, brorson son till James Douglas, 2:e hertig av Queensberry.

## Biografi
Queensberry ärvde hertigtiteln efter faderns kusin 1782 och var under öknamnet Old Q vida beryktad som typen för en elak och sedeslös hovman under sin vän regentens tid. Särskilt gjordes han av Burns till föremål för skarp satir.
Han gifte sig aldrig och hans titlar ärvdes därför av släktingar. Hertig av Queensberry blev hertigen av Buccleuch, medan markisatet ärvdes av dennes svärson, Charles Douglas. Earl av March blev earlen av Wemyss.